# Cờ úp
Cờ úp hay còn gọi là cờ Triều Châu (chữ Hán gọi là 揭棋) vì nó được phổ biến ra thế giới từ Hồng Kông, Trung Quốc, là một biến thể của cờ tướng.

## Lịch sử cờ úp
Cờ úp được coi khởi đầu ở Hồng Kông. Năm 2000, giải cờ úp đầu tiên trên Thế giới cũng tổ chức ở Hồng Kông. Ở Việt Nam, cờ úp được bắt đầu chơi ở Sài Gòn vào khoảng những năm 1990 và lan ra nhiều thành phố khác.

## Giới thiệu
Cờ úp là một trò chơi biến thể của cờ tướng. Khởi đầu ván cờ, trừ quân Tướng, các quân cờ của mỗi bên đều bị úp và xáo trộn ngẫu nhiên sau đó sắp theo thế trận cờ tướng thông thường. Thời đầu người ta chỉ úp ngược quân cờ để giấu đi ký hiệu của nó. Nước đi đầu tiên của cờ úp phải tuân theo luật đi của cờ tướng tại vị trí mà nó đang chiếm giữ. Sau nước đi đầu tiên, các quân cờ được lật ra và từ nước thứ hai của quân đó trở đi quân cờ sẽ đi theo luật của cờ tướng. Sĩ và Tượng có thể xuất hiện ngoài cung và có thể vượt sông sang tấn công bên đất địch. Tốt có thể xuất hiện ở những hàng sâu bên dưới nhưng vẫn phải đi thẳng khi còn ở đất nhà và được đi ngang khi sang đất địch.
Tuy cùng gốc nhưng do không có hệ thống phòng ngự giống cờ Tướng và các quân Sĩ, Tượng không còn giới hạn, các quân xuất hiện ngẫu nhiên nên cờ Úp có khai cuộc và các chiến thuật, kỹ thuật rất khác với cờ Tướng. Việc nắm vững xác suất để tính khả năng xuất hiện quân cờ cũng là cần thiết.
Mặc dù vị trí của quân cờ là ngẫu nhiên và yếu tố ngẫu nhiên có ảnh hưởng đến ván cờ nhưng không quá nhiều như nhiều người lầm tưởng. Người ta cho rằng ngẫu nhiên chỉ ảnh hưởng đến 3 phần (30%) còn lại là sức cờ sức suy nghĩ của kỳ thủ ảnh hưởng đến 7 phần (70%) còn lại. Các kỳ thủ giỏi cờ úp cũng đều là các kỳ thủ giỏi cờ tướng.
Ở Việt Nam cờ úp được chơi rất phổ biến. Người ta ước chừng số người chơi chỉ sau cờ tướng và vượt trên các loại cờ khác như cờ vua. Hiện chưa có giải quốc gia cờ úp nhưng đã có nhiều giải cấp địa phương. Có cả một chương trình truyền hình chuyên chơi cờ úp là chương trình "Đấu trường cờ Việt" của Đài Truyền hình Kỹ thuật số VTC.

## Các quân cờ

#### Tướng

Tướng

Mỗi nước đi một ô, đi ngang hoặc dọc. Tướng luôn ở trong phạm vi cung."Cung" gồm 4 hình vuông nhỏ được gạch đường chéo.

#### Quân úp

Quân úp

Đi hệt như quân cờ tướng ở vị trí đó.

#### Sĩ

Sĩ

Đi chéo, mỗi nước một ô. Sĩ có thể xuất hiện ngoài cung và vượt sông tấn công Tướng đối phương. 

#### Tượng

Tượng

Đi chéo 2 ô mỗi nước, đi ngang hoặc dọc. Nước đi của Tượng không hợp lệ khi có quân cờ chặn giữa đường. Tượng được phép qua sông và tấn công Tướng đối phương.

#### Xe

Xe

Đi ngang hoặc dọc khắp bàn cờ miễn không có quân khác cản trên đường đi.

#### Pháo

Pháo

Đi ngang hoặc dọc giống như Xe. Điểm khác là khi Pháo muốn ăn quân của đối phương thì giữa Pháo và quân muốn ăn phải có quân cản ở giữa.

#### Mã

Mã

Đi ngang 2 ô và đi dọc một ô (hoặc đi dọc 2 ô và đi ngang một ô) cho mỗi nước đi.Nếu có quân khác nằm cạnh mã và cản đường ngang 2 hoặc cản đường dọc 2, thì mã không được đi đường đó.

#### Tốt

Tốt

Đi mỗi nước một ô. Nếu Tốt chưa qua sông thì chỉ được đi thẳng tiến. Khi đã vượt qua sông có thể đi ngang hoặc đi thẳng tiến, mỗi nước một ô.

### Những thuật ngữ được dùng trong cờ úp
- Úp: quân còn đang bị úp.
- Lật úp: Đi một quân úp, bỏ nắp hoặc lật quân úp cho thấy quân cờ thực chất.
- Cấm úp: Không cho quân úp đi và mở quân an toàn (có thể chặn không cho đi hoặc doạ bắt / đổi nếu đi).
- Cứu úp: Còn gọi là "cứu hàng". Tìm cách lật quân úp đang bị cấm sao cho an toàn (không bị bắt mất sau khi lật).

### Kết thúc trận đấu
Các luật chiếu, bắt quân, trường chiếu, trường tróc giống với cờ Tướng.